# Медицинска радиографија
Радиографија је техника фотографисања унутрашњости живих бића преко озрачивања икс зрацима, гама зрацима, неутронима или наелектрисаним честицама. Када сноп радијације прође кроз хетерогени објекат, диференцијално се апсорбује зависно од дебљине, густине и хемијског састава озраченог објекта. Слика коју сноп радијације региструје на фотографском филму или екрану монитора је радиографски приказ његове унутрашњости или најчешће се назива радиограм. Радиографија рендген зрацима уобичајена је у медицина и индустрији. У индустрији се такође користи гама и неутронска радиографија. Радиографија наелектрисаним честицама је тек у фази развоја.